# Pennisetum sphacelatum
Pennisetum sphacelatum là một loài thực vật có hoa trong họ Hòa thảo. Loài này được (Nees) T.Durand & Schinz mô tả khoa học đầu tiên năm 1894.